# Картам
Картам, или Кардзам (груз. ქართამი), — царь Иберии, правивший примерно в 85—100 годах и принадлежавший династии Фарнавазидов.
Поддерживал тесные политические связи с Римской империей, за что получил от Флавиев почётное гражданство Рима и стал носить имя Флавиуса Дадеса. По поздним грузинским летописям был современником императора Домициана (81—96). Его также упоминает армянский историк Мовсес Хоренаци, утверждая, что Картам пленил и заточил в темницу армянского царевича Зареха.